# كارول سبيد
كارول سبيد (بالإنجليزية: Carol Speed)‏ هي ممثلة أمريكية، ولدت في 14 مارس 1945 في الولايات المتحدة.

## وصلات خارجية
- كارول سبيد على موقع IMDb (الإنجليزية)
- كارول سبيد على موقع قاعدة بيانات الفيلم (الإنجليزية)